# 北海道道767号明生北浜線

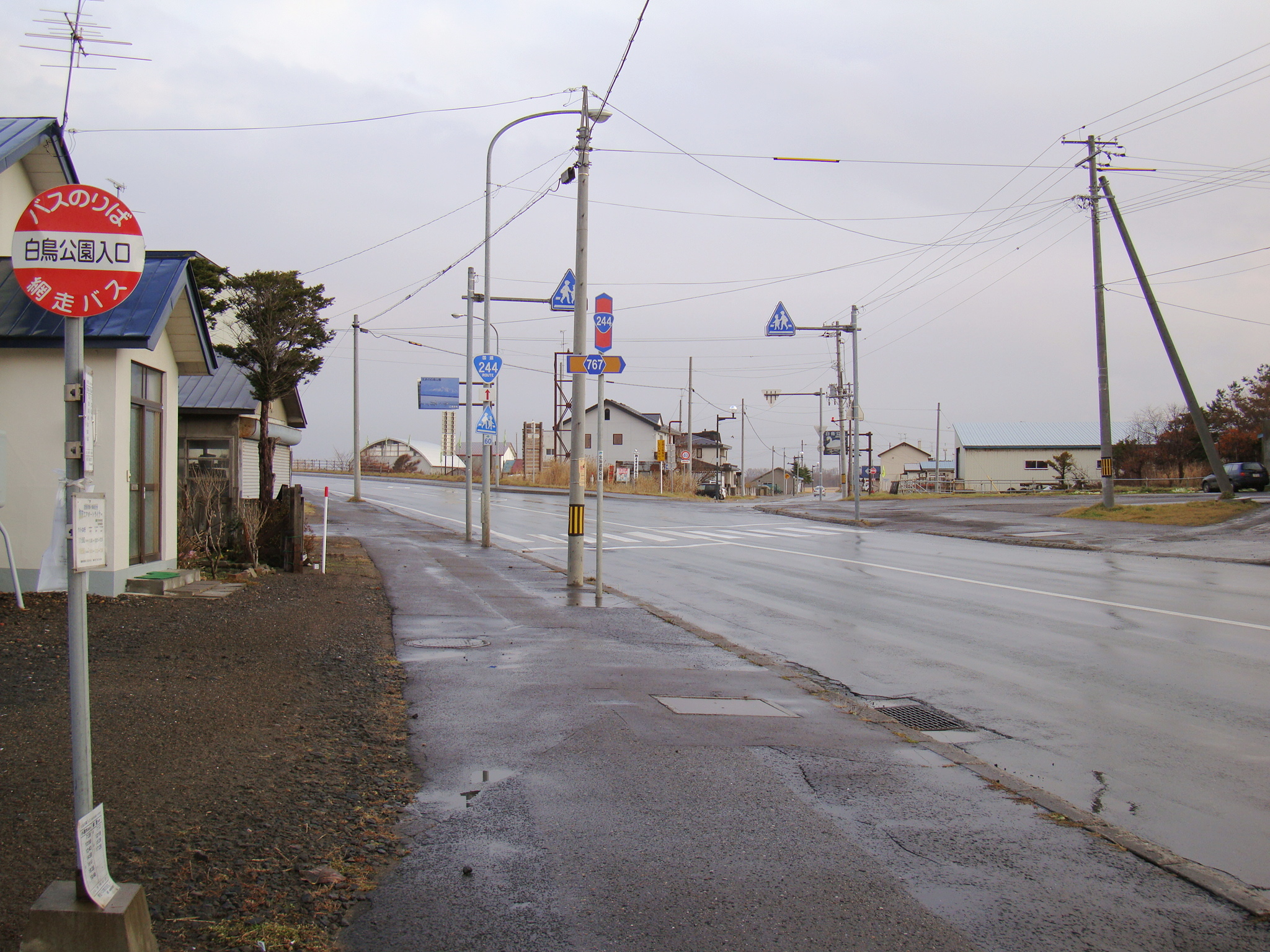
終点の様子

北海道道767号明生北浜線（ほっかいどうどう767ごう めいせいきたはません）は、北海道網走郡大空町と網走市を結ぶ一般道道（北海道道）である。

## 概要

### 路線データ
- 起点：北海道網走郡大空町東藻琴明生（国道334号交点）
- 終点：北海道網走市北浜（国道244号交点）
- 路線延長：14.8 km（総延長）

## 歴史
- 1972年（昭和47年）3月31日 - 音根内北浜線として路線認定[1]。

認定時の起点は北海道道246号小清水女満別線交点。
- 1977年（昭和52年）3月31日 - 起点を北海道道269号美幌斜里線（現在の国道334号）交点まで延長し、路線名を明生北浜線に変更[2]。

## 地理

### 通過する自治体
- オホーツク総合振興局
  - 網走郡大空町
  - 網走市

### 交差する道路
大空町
- 国道334号 - 東藻琴明生（起点）

網走市
- 北海道道246号小清水女満別線 - 音根内
- 国道244号 - 北浜（終点）

### 沿線にある施設など
- 涛沸湖
- 網走原生花園ユースホステル
- 白鳥公園